# Marie-Ann Yemsi

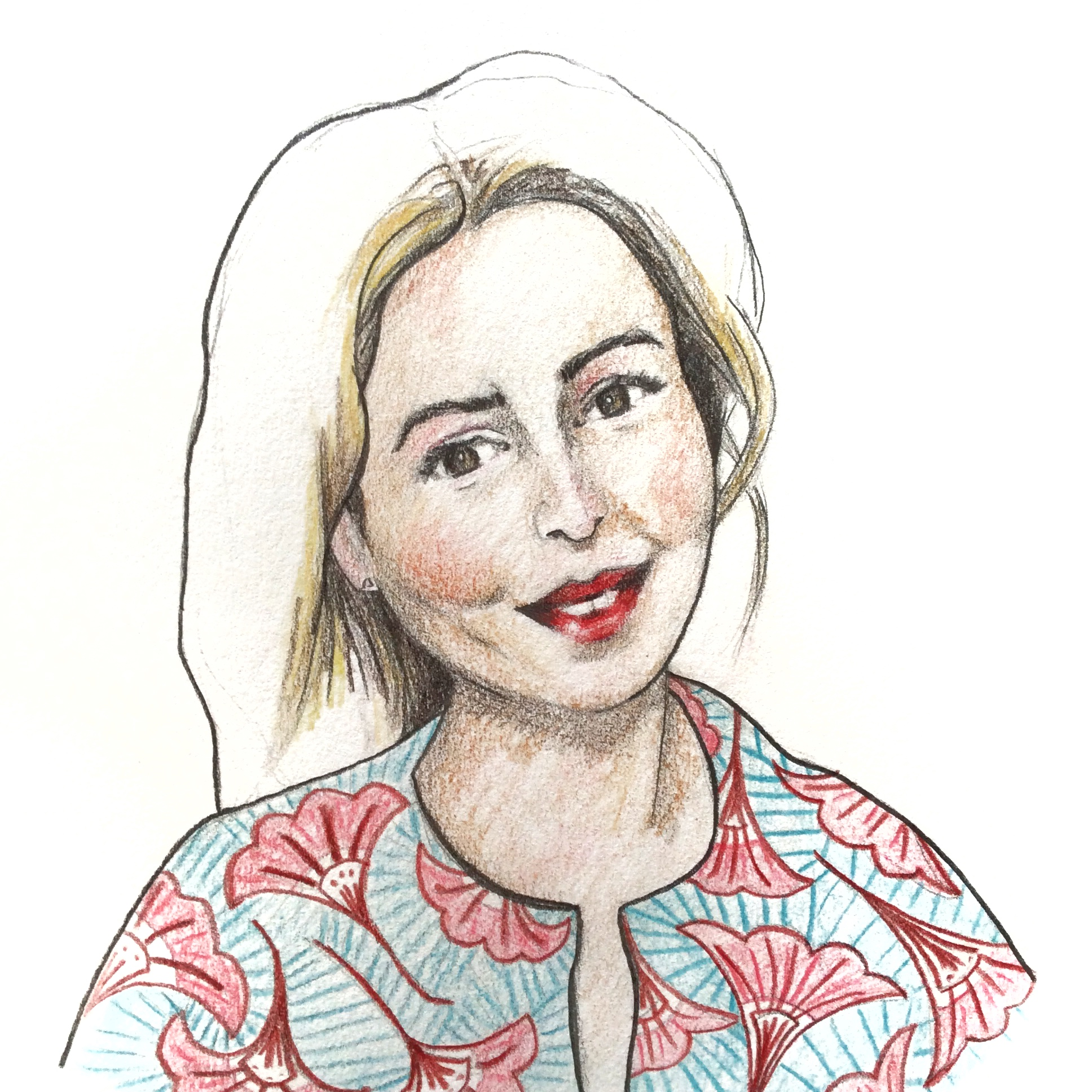
Marie-Ann Yemsi, Porträt durch Errie Miller, 2022

Marie-Ann Yemsi (* 1963 in Deutschland) ist eine französische Kuratorin mit deutschen und kamerunischen Wurzeln. Sie ist Direktorin des Kunstmuseums für zeitgenössische Kunst der Villa Arson in Nizza.
Sie ist für ihre Förderung von Künstlern des afrikanischen Kontinents bekannt, insbesondere seit der Ausstellung Odyssées africaines im Jahr 2015.

## Leben
Marie-Ann Yemsi wurde als Tochter deutscher und kamerunischer Eltern geboren. Sie ist Absolventin des Institut d’études politiques de Paris und hat einen Master in Soziologie der Internationalen Beziehungen der Université Paris 1 Panthéon-Sorbonne.
2005 gründete sie eine Beratungsagentur für Kulturproduktion, Agent Créatif(s). Im Jahr 2015 fand die Ausstellung Odyssées africaines, die sie im Kulturzentrum Le Brass in Forest bei Brüssel organisierte, besondere Beachtung. Darin befragte sie das Wiederaufleben der Geschichte in den zeitgenössischen Werken von siebzehn Künstlern, die aus Südafrika, Botswana, der Demokratischen Republik Kongo, Mosambik usw. stammen.
Marie-Ann Yemsi war als Kuratorin bei weiteren internationalen Ausstellungen tätig:
- 2017: Art Paris, Art Fair im Grand Palais in Paris[4]
- 2017: Africa Now, eine von den Galeries Lafayette unterstützte Kunstveranstaltung[5]
- 2017: Le jour qui vient in der Galerie des Galeries in Paris[6]
- 2017–2018: 11. Ausgabe der Fotobiennale Bamako[7][8][9]
- 2018: A silent Lines, Lives Here im Palais de Tokyo in Paris[10]
- 2021–2022: Ubuntu, a Lucid Dream im Palais de Tokyo[11]
- 2022: A World of Illusions: Grada Kilomba in der Norval Foundation in Kapstadt[12]

Im Jahr 2024 wurde sie zur Kuratorin der Momenta Biennale für zeitgenössische Kunst 2025 in Montreal ernannt.
Seit September 2024 ist sie Direktorin des Kunstmuseums Centre d’Art der Villa Arson in Nizza.